# Dissocarpus biflorus
Dissocarpus biflorus är en amarantväxtart som först beskrevs av Robert Brown, och fick sitt nu gällande namn av Ferdinand von Mueller och George Bentham. Dissocarpus biflorus ingår i släktet Dissocarpus och familjen amarantväxter. Utöver nominatformen finns också underarten D. b. biflorus.